# ニューハンプシャー (原子力潜水艦)
|          |                                                   |
| 艦歴     |                                                   |
| 発注     | 2003年8月14日                                     |
| 起工     | 2007年4月30日                                     |
| 進水     | 2008年2月21日                                     |
| 就役     | 2008年10月25日                                    |
| その後   |                                                   |
| 性能諸元 |                                                   |
| 排水量   | 7,800 t                                           |
| 全長     | 114.9 m (377 ft)                                  |
| 全幅     | 10.3 m (34 ft)                                    |
| 吃水     |                                                   |
| 機関     | S9G 原子炉                                        |
| 最大速   | 水上：25ノット (46 km/h) 水中：32ノット (59 km/h) |
| 潜行深度 | 800 ft (250 m)                                    |
| 乗員     | 士官、兵員134名                                   |
| 兵装     | VLS 12基 21インチ魚雷発射管 4基                   |
| モットー | Live Free or Die                                  |
|          |                                                   |

ニューハンプシャー (USS New Hampshire, SSN-778) は、アメリカ海軍の攻撃型原子力潜水艦。バージニア級原子力潜水艦の5番艦。艦名はニューハンプシャー州に因む。その名を持つ艦としては未着工のモンタナ級戦艦4番艦(BB-70)以来4隻目(就役した艦艇に限定すれば、コネチカット級戦艦6番艦(BB-25)以来3隻目)。ニューハンプシャー州ドーバーのガリソン小学校3年生達が議会議員、州知事および海軍長官へ手紙を送り、艦名が決定した。

## 艦歴
ニューハンプシャーの建造は2003年8月14日にコネチカット州グロトンのジェネラル・ダイナミクス・エレクトリック・ボート社に発注され、2004年1月に起工した。起工式は2007年5月1日にロードアイランド州ノースキングスタウンにあるエレクトリック・ボート社クォンセット・ポイント工廠で行われた。
2008年2月21日に進水し、4ヶ月後の2008年6月28日に洗礼式が行われた。これは予定よりも8ヶ月も早く、建造費も5,400万ドル少なくなった。公試が完了して海軍に引き渡されたのは2008年8月28日であった。
就役式典は10月25日にメイン州キタリーのポーツマス海軍造船所で行われた。